# Leonid Jatsjmenjov
Leonid Aleksandrovitsj Jatsjmenjov (Russisch: Леонид Александрович Ячменёв) (Bolsjeretsje, Oblast Omsk, 21 januari 1938 - Novosibirsk, 18 februari 2021) was een basketbalcoach die uitkwam voor verschillende teams in de Sovjet-Unie en Rusland. Hij kreeg de onderscheiding Geëerde Coach van de Sovjet-Unie.

## Carrière
Jatsjmenjov begon als assistent coach bij Neftjanik Oblast Omsk in 1973. In 1976 werd hij hoofdcoach van Dinamo Novosibirsk. Met die club  werd hij Landskampioen van de Sovjet-Unie in 1986, 1987 en 1988. Ook won hij de European Cup Liliana Ronchetti in 1986. De finale werd gewonnen van BSE Boedapest uit Hongarije met 81-58. Ook haalde Jatsjmenjov in 1987 en 1988 de finale om de European Cup for Women's Champions Clubs. In 1987 verloor Dinamo van Primigi Vicenza uit Italië met 86-73. In 1988 verloor Dinamo wederom van Primigi Vicenza uit Italië met 70-64. Als coach van de Sovjet-Unie won hij zilver op het Wereldkampioenschap in 1986. Ook won hij goud op het Europees Kampioenschap in 1987. Op de Olympische Spelen in 1988 haalde hij brons.

## Privé
In 1973 studeerde Jatsjmenjov af aan het Omsk Institute of Physical Culture.